# Tetragnatha iriomotensis
Tetragnatha iriomotensis är en spindelart som beskrevs av Yutaka Okuma 1991. Tetragnatha iriomotensis ingår i släktet sträckkäkspindlar, och familjen käkspindlar. Inga underarter finns listade i Catalogue of Life.